# بروکویل (ایندیانا)
بروکویل، ایندیانا (انگلیسی: Brookville, Indiana) شهرکی در شهرستان فرانکلین ایالت ایندیانا، ایالات متحده آمریکا است.

## جغرافیا
کرافوردزویل در موقعیت ۳۹°۲۵′۲۰″ شمالی ۸۵°۰′۳۴″ غربی قرار گرفته است. این شهر ۳٫۹۹ کیلومتر مربع مساحت دارد. در سرشماری سال ۲۰۱۰، جمعیت این شهر ۲٬۵۹۶ نفر اعلام شد.